# كنيسة مار توما الكلدانية (البصرة)
كنيسة مارتوما الكلدانية هي كنيسة مسيحية للكلدانيين أُسست سنة 1880(1) في محلة الباشا (الأرمن) في مدينة البصرة جنوب العراق، أُغلقت الكنيسة منذ سنة 2004، وذكر موقع البطريكية الكلدانية في 30 آب سنة 2015م أن الكنيسة متروكة تنتظر الإعمار الموعود به من قبل ديوان الوقف والدولة) وفيها تسكن عائلات فقيرة ايضاً.

## الهوامش
- «1»:وقيل أسست سنة 1886م.[3]